# Опільсько
Опі́льсько — село в Україні, у Шептицькому районі Львівської області. Населення становить 623 особи.

## Населення

### Мова
Розподіл населення за рідною мовою за даними перепису 2001 року:
| Мова       | Кількість | Відсоток |
| ---------- | --------- | -------- |
| українська | 623       | 100%     |

## Назва
За радянських часів перейменоване на Перемога. У 1993 р. селу повернено історичну назву.

## Відомі люди
Тут народився та виріс районний провідник ОУН Сокальського району, голова обласного проводу ОУН Житомирщини 1941 року Василь Хома.